# Диброва (Кременский район)
Дибро́ва (укр. Діброва; до 2016 года Черво́ная Дибро́ва) — посёлок в Северодонецком районе Луганской области Украины, в составе Кременского горсовета.
Население по переписи 2001 года составляло 338 человек. Почтовый индекс — 92905. Телефонный код — 6454. Занимает площадь 0,86 км².

## Местный совет
92900, Луганская область, Кременский район, г. Кременная, пр. Пидвильшанский, 13.